# Lake Pontchartrain Causeway
Lake Pontchartrain Causeway – most prowadzący przez jezioro Pontchartrain w stanie Luizjana, w Stanach Zjednoczonych. 
Na most składają się dwie nitki – pierwsza wybudowana została w 1956 roku; druga, równoległa, powstała w 1969 roku. Most łączy od południa Metairie, przedmieścia Nowego Orleanu ze zlokalizowanym na północnym brzegu Mandeville. Przejazd przez przeprawę zawsze wiązał się z opłatą, jednak ze względu na tworzące się korki zrezygnowano z pobierania opłat od kierowców jadących na północ, podwajając stawkę za podróż w drugim kierunku (do poziomu 3 dol.).
Budowa mostu umożliwiła szybki dojazd do Nowego Orleanu mieszkańcom północnego wybrzeża jeziora Pontchartrain i włączyło te osiedla do nowoorleańskiej aglomeracji. 

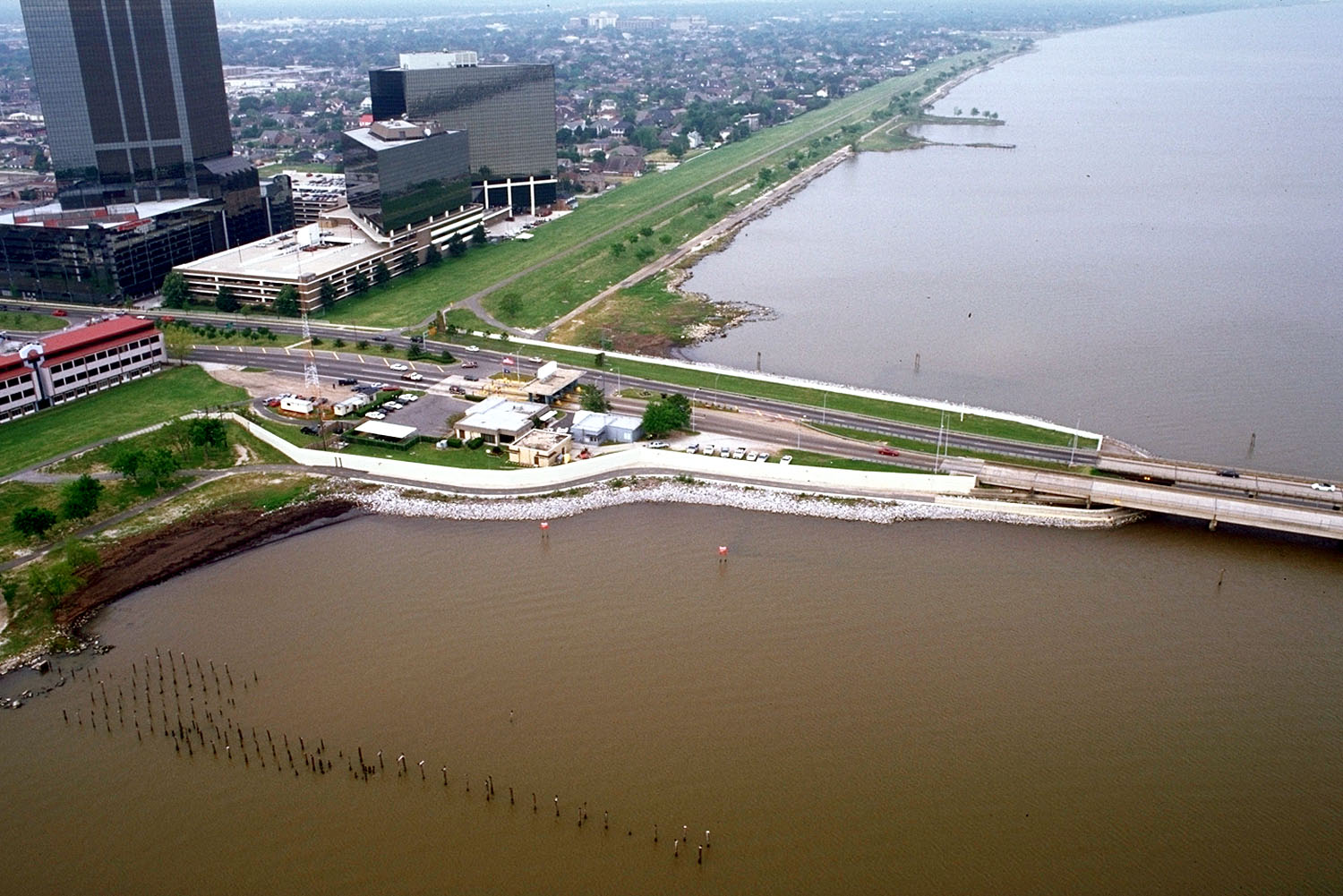
Południowy koniec mostu przy Metairie

W 2005 roku most został uszkodzony przez atak huraganu Katrina. Uszkodzenia nie były jednak poważne i most był przez cały czas używany jako główna arteria komunikacyjna dla służb ratunkowych. Ponownie otwarty dla ruchu  został 14 października 2005 r.